# Aeropuerto de Yellowknife

El Aeropuerto de Yellowknife (del inglés: Yellowknife airport) (IATA: YZF, OACI: CYZF) está ubicado en Yellowknife, Territorios del Noroeste, Canadá. Este aeropuerto es parte del Sistema Nacional de Aeropuertos de Canadá y es operado por el gobierno de los Territorios del Noroeste. Este terminal tiene servicios regulares de pasajeros y sirve como una base de operaciones de avanzada para los CF-18 Hornet. El Aeropuerto de Yellowknife es el aeropuerto más ocupado del norte de Canadá.
Es considerado como un aeropuerto de entrada por NAV CANADA y es servida por la Canada Border Services Agency. Oficiales de la CBSA en la actualidad solo pueden recibir aviones de hasta 15 pasajeros.

## Aerolíneas y destinos
- Air Canada
  -  Air Canada Jazz
    - Calgary / Aeropuerto Internacional de Calgary
    - Edmonton / Aeropuerto Internacional de Edmonton
    - Vancouver / Aeropuerto Internacional de Vancouver (estacional)
    - Winnipeg /  Aeropuerto Internacional de Winnipeg (estacional)
- Air Tindi
  - Fort Simpson / Aeropuerto de Fort Simpson
  - Lutselk'e / Aeropuerto de Lutselk'e
  - Gameti / Aeropuerto de Rae Lakes-Gameti
  - Wekweeti / Aeropuerto de Wekweeti
  - Whati / Aeropuerto de Whati
  - Behchoko / Aeropuerto de Rae-Edzo
- Buffalo Airways
  - Hay River / Aeropuerto de Hay River
- Canadian North[2]
  - Cambridge Bay / Aeropuerto de Cambridge Bay
  - Edmonton / Aeropuerto Internacional de Edmonton
  - Gjoa Haven / Aeropuerto de Gjoa Haven
  - Hay River / Aeropuerto de Hay River
  - Inuvik / Aeropuerto de Inuvik
  - Iqaluit / Aeropuerto de Iqaluit
  - Kugaaruk / Aeropuerto de Kugaaruk
  - Kugluktuk / Aeropuerto de Kugluktuk
  - Norman Wells / Aeropuerto de Norman Wells
  - Ottawa / Aeropuerto Internacional de Ottawa
  - Rankin Inlet / Aeropuerto de Rankin Inlet
  - Taloyoak / Aeropuerto de Taloyoak
- First Air[3]
  - Cambridge Bay / Aeropuerto de Cambridge Bay
  - Edmonton / Aeropuerto Internacional de Edmonton
  - Fort Simpson / Aeropuerto de Fort Simpson
  - Gjoa Haven / Aeropuerto de Gjoa Haven
  - Hay River / Aeropuerto de Hay River
  - Inuvik / Aeropuerto de Inuvik
  - Iqaluit / Aeropuerto de Iqaluit
  - Kugaaruk / Aeropuerto de Kugaaruk
  - Kugluktuk /  Aeropuerto de Kugluktuk
  - Rankin Inlet / Aeropuerto de Rankin Inlet
  - Talaoyak / Aeropuerto de Taloyoak
  - Ulukhaktok / Aeropuerto de Ulukhaktok-Holman
  - Whitehorse / Aeropuerto Internacional de Whitehorse
- Northwestern Air
  - Fort Smith / Aeropuerto de Fort Smith
- North-Wright Airways
  - Deline / Aeropuerto de Deline
- WestJet
  - Edmonton / Aeropuerto Internacional de Edmonton